# Eduardo Reyes Ortíz
Pour les articles homonymes, voir Eduardo Reyes, Reyes et Ortiz.
Eduardo Reyes Ortíz (né en 1907 et mort à une date inconnue) est un joueur bolivien de football, qui jouait en attaque.

## Biographie
Il joue sa carrière dans le club bolivien de The Strongest, une équipe de la capitale.
Il fait partie de l'effectif bolivien qui joue la coupe du monde 1930 en Uruguay avec 16 autres joueurs boliviens, entraînés par le bolivien Ulises Saucedo.
Le pays ne passe pas le 1er tour lors du tournoi, et perd deux fois de suite 4-0 contre la Yougoslavie et contre le Brésil. Reyes Ortíz ne dispute que le second match, remplaçant Gumersindo Gómez, blessé contre les Yougoslaves.